# Giulio Ronga
S.E. Giulio Ronga di Nola (Nola, 17 giugno 1871 – Roma, 4 agosto 1958) è stato un magistrato e politico italiano.

## Biografia
Appartenente alla Famiglia Ronga di Nola, è il fratello del notaio Umberto, del generale medico Vincenzo, del monsignore Arturo, degli ingegneri matematici Luigi e Felice, nonché zio dell'avvocato Luigi, giurista, dirigente bancario, direttore della Banca di Nola, podestà della Città, il più giovane podestà d'Italia.
Nell'ordine giudiziario dal 1897 è stato presidente della Magistratura del lavoro di Roma, giudice del Tribunale supremo di guerra e marina, procuratore generale presso la Corte di appello di Catanzaro, procuratore generale presso la Corte di appello di Venezia, primo presidente della Corte di appello di Venezia. È stato inoltre membro della Commissione centrale per le imposte di Roma, presidente della Commissione araldica per il Veneto, membro della Commissione provinciale per le imposte di Salerno, presidente della Commissione provinciale per le imposte di Venezia, segretario della Commissione parlamentare d'inchiesta per le spese di guerra e membro della Suprema corte disciplinare del Regno per la magistratura.
Decaduto dalla carica di senatore del Regno, ottenuta nel 1939 su proposta del capo di gabinetto del più fedele servitore del regime fascista, il ministro della Cultura Popolare, nel 1944 fu deferito e imputato dall'Alta corte di giustizia per le sanzioni contro il fascismo tra i senatori "ritenuti responsabili di aver mantenuto il fascismo e resa possibile la guerra sia coi loro voti, sia con azioni individuali, tra cui la propaganda esercitata fuori e dentro il Senato".
| Deferimento:           | 07/08/1944                                        |       | |
| Gruppo di imputazione: | 6°                                                |       | "Senatori ritenuti responsabili di aver mantenuto il fascismo e resa possibile la guerra sia coi loro voti, sia con azioni individuali, tra cui la propaganda esercitata fuori e dentro il Senato" |
| Provvedimento:         | Ordinanza di rigetto della richiesta di decadenza | Data: | 29/09/1945 |